# Wydział Filozofii Uniwersytetu Warszawskiego
Wydział Filozofii Uniwersytetu Warszawskiego – jeden z 24 wydziałów Uniwersytetu Warszawskiego.

## Historia
Wydział powstał w 2020 roku, na mocy zarządzenia Rektora UW w wyniku podziału Wydziału Filozofii i Socjologii na dwa osobne wydziały: Filozofii oraz Socjologii.

## Kierunki kształcenia
Dostępne kierunki:   
- Filozofia (studia I i II stopnia)[2]
- Kognitywistyka (studia I i II stopnia)[3]
- Bioetyka (studia II stopnia)[4]
- International Studies in Philosophy (studia I stopnia)[2]

## Struktura organizacyjna

### Zakłady
| Zakład                                                  | Kierownik                                 |
| ------------------------------------------------------- | ----------------------------------------- |
| Zakład Epistemologii                                    | prof. dr hab. Katarzyna Paprzycka-Hausman |
| Zakład Estetyki                                         | dr hab. Mateusz Salwa                     |
| Zakład Etyki                                            | prof. dr hab. Paweł Łuków                 |
| Zakład Filozofii Analitycznej                           | prof. dr hab. Joanna Odrowąż-Sypniewska   |
| Zakład Filozofii Kultury                                | dr Przemysław Bursztyka                   |
| Zakład Filozofii Nauki                                  | prof. dr hab. Tomasz Bigaj                |
| Zakład Filozofii Polityki                               | dr hab. Agnieszka Nogal                   |
| Zakład Filozofii Religii                                | prof. dr hab. Janusz Dobieszewski         |
| Zakład Filozofii Społecznej                             | dr Michał Dobrzański                      |
| Zakład Historii Filozofii Nowożytnej                    | prof. dr hab. Marcin Poręba               |
| Zakład Historii Filozofii Polskiej                      | dr hab. Wawrzyniec Rymkiewicz             |
| Zakład Historii Filozofii Starożytnej i Średniowiecznej | dr hab. Krystyna Krauze-Błachowicz        |
| Zakład Historii Filozofii Współczesnej                  | dr hab. Michał Herer                      |
| Zakład Logiki                                           | prof. dr hab. Cezary Cieśliński           |
| Zakład Logiki Filozoficznej                             | dr hab. Tomasz Puczyłowski                |
| Zakład Semiotyki Logicznej                              | dr hab. Mieszko Tałasiewicz               |

### Pozostałe jednostki
| Jednostka                                              | Kierownik                  |
| ------------------------------------------------------ | -------------------------- |
| Centrum Badań nad Tradycją Szkoły Lwowsko-Warszawskiej | prof. dr hab. Anna Brożek  |
| Centrum Bioetyki i Bioprawa                            | prof. dr hab. Paweł Łuków  |
| Laboratorium Filozofii Eksperymentalnej “KogniLab”     | dr Katarzyna Kuś           |
| Pracownia Dydaktyki Filozofii                          | dr hab. Magdalena Borowska |
| Pracownia Filozofii Francuskiej                        | dr hab. Michał Kozłowski   |
| Pracownia Filozofii Techniki i Komunikacji             | dr Natalia Juchniewicz     |
| Pracownia Metodologii Humanistyki                      | prof. dr hab. Anna Brożek  |
| Pracownia Studiów nad Filozofią Niemiecką              | dr Michał Dobrzański       |
| Pracownia Współpracy Międzyuczelnianej                 | dr hab. Mateusz Salwa      |

## Władze Wydziału
W kadencji 2020–2024:
| Stanowisko                                    | Imię i nazwisko                       |
| --------------------------------------------- | ------------------------------------- |
| Dziekan                                       | prof. dr hab. Paweł Łuków             |
| Prodziekan ds. nauki i współpracy z zagranicą | dr hab. Justyna Grudzińska-Zawadowska |
| Prodziekan ds. studenckich                    | dr Bogdan Dziobkowski                 |